# Night of Speed

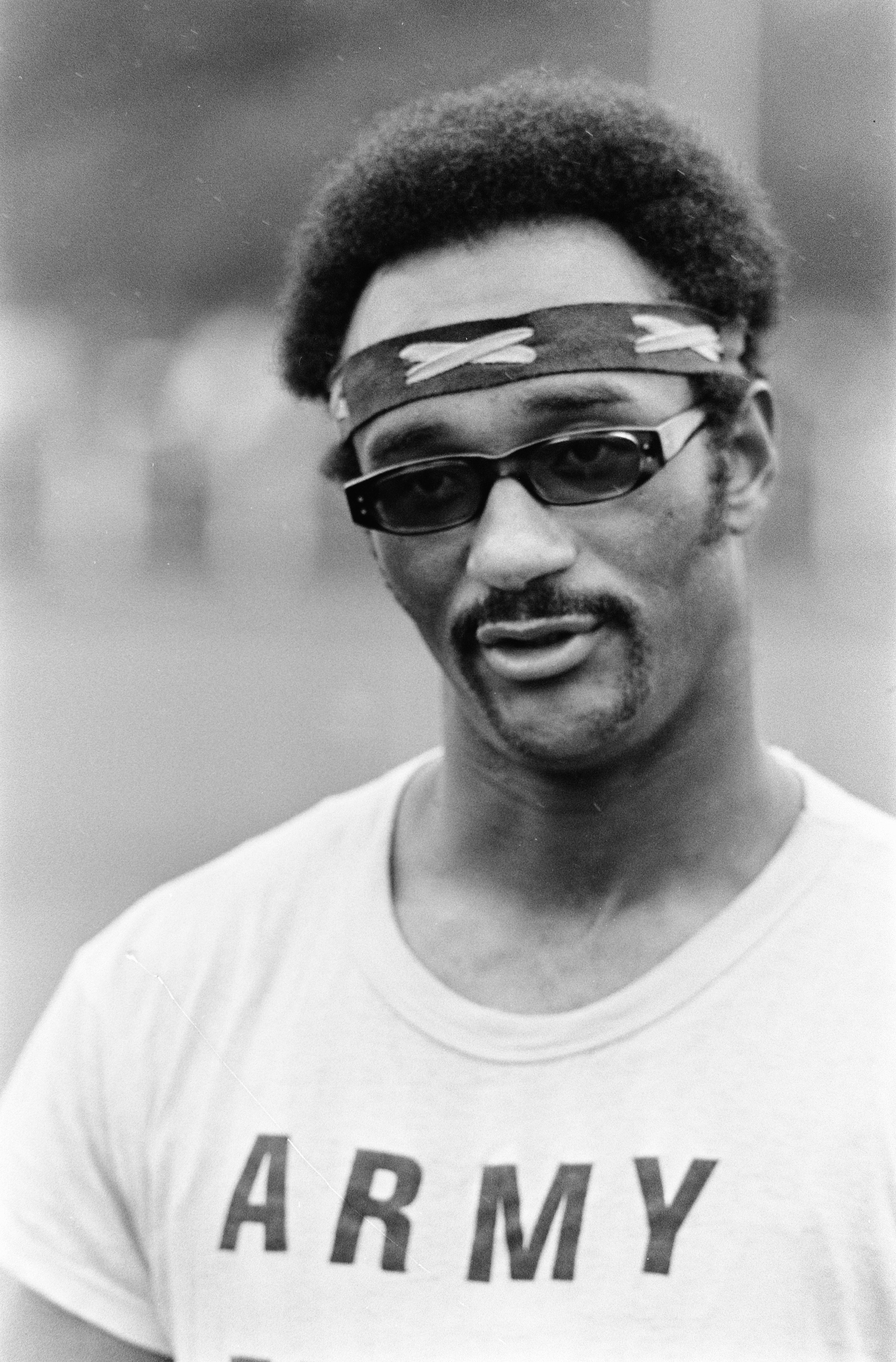
Charles Greene.

Night of Speed (en français la nuit de la vitesse) désigne l'épreuve du 100 mètres masculin des championnats des États-Unis d'athlétisme de 1968, le 20 juin 1968 à Sacramento en Californie, dans laquelle cinq records du monde ont été égalés ou améliorés dans la même soirée, en l'espace de 2 h 30.

## Contexte
La finale du 100 mètres des  championnats des États-Unis d'athlétisme de 1968 se déroule le 20 juin 1968 au Charles C. Hughes Stadium (en) de Sacramento, en Californie. La compétition, qui a lieu cinq mois avant les Jeux olympiques d'été de 1968 de Mexico, désigne les champions des États-Unis pour chaque discipline de l'athlétisme. Les sélections olympiques américaines ont lieu en septembre 1968 à Echo Summit (en).
Le record du monde de la discipline est alors de 10 secondes juste, et est codétenu par huit athlètes : l'Allemand Armin Hary, le Canadien Harry Jerome, le Vénézuélien Horacio Esteves, les Américains Bob Hayes, Jim Hines et Oliver Ford, le Cubain Enrique Figuerola et le Sud-Africain Paul Nash. La mesure du temps est effectuée au chronométrage manuel au dixième de seconde.
Des athlètes non-américains participent à cette compétition en tant qu'invités (le Jamaïcain Lennox Miller, le Français Roger Bambuck ou le Japonais Hideo Iijima) mais ne concourent pas pour le titre de champion des États-Unis.
La piste d'athlétisme du Charles C. Hughes Stadium est en briques pilées et est réputée comme étant très rapide.

## Description

### Séries

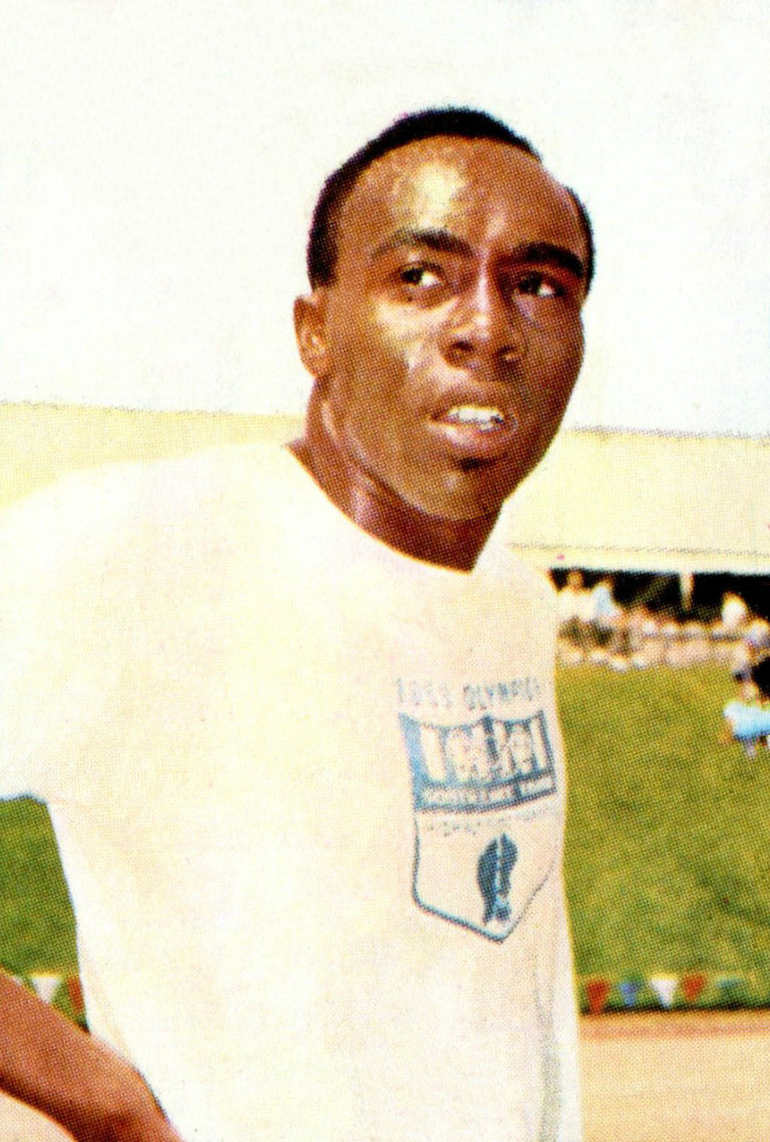
Jim Hines.

Dès les trois premières séries, le temps de 10 secondes est amélioré à plusieurs reprises mais les performances ne sont pas homologuées en raison d'un vent supérieur à 2 m/s : Jim Hines réalise 9 s 8 dans la première série avec un vent de + 2,8 m/s, Mel Pender 10 s 0 dans la deuxième série (3 m/s), Lennox Miller et Bill Gaines 9 s 9 dans la troisième série (+ 2,8 m/s). Dans la quatrième série, au coude à coude, l'Américain Charles Greene et le Français Roger Bambuck établissent le temps de 10 secondes dans des conditions de vent régulières (+ 2,0 m/s) et égalent à cette occasion le record du monde du 100 m.

### Demi-finales
Plus tard dans la soirée, Jim Hines remporte la première demi-finale et devient le premier athlète à descendre sous la barrière des dix secondes en établissant le temps de 9 s 9 avec un vent favorable régulier de 1,4 m/s. Ronnie Ray Smith, deuxième de la course dans le même temps, égale le record du monde de Hines, alors que les quatre athlète suivants (Pender, Questad, Clayton et Provost) sont chronométrés en 10 s 0.
Dans la deuxième demi-finale, Charles Greene l'emporte en 9 s 9 également avec un vent favorable de 1,2 m/s, et devient le cinquième athlète de la journée à égaler ou améliorer le record du monde. Il devance Lennox Miller et Roger Bambuck qui réalisent le temps de 10 s 0.

### Finale
Après un faux-départ de Roger Bambuck et de Mel Pender, la finale voit Charles Greene passer en tête de la course aux 60 mètres et l'emporter finalement en 10 s 0 avec un vent supérieur à la limite autorisée. Les cinq athlètes suivants (Hines, Miller, Bambuck, Smith et Pender) établissent ce même temps de 10 s 0.